# Torson Ridge
Torson Ridge ist ein markanter und 189 m hoher Berg auf Leskov Island im Archipel der Südlichen Sandwichinseln im Südatlantik. Er ist die höchste Erhebung der Insel
Das UK Antarctic Place-Names Committee benannte ihn 2013. Namensgeber ist der russische Marineoffizier Konstantin Petrowitsch Torson (≈1790–1852), Teilnehmer an der ersten russischen Antarktisexpedition (1819–1821) unter der Leitung von Fabian Gottlieb von Bellingshausen.